# Залесье (Латвия)
Залесье (латыш. Zaļesje) — населённый пункт в Лудзенском крае Латвии, центр Залесской волости. Находится у региональной автодороги P52 (Зилупе — Шкяуне — Эзерниеки). Расстояние до города Лудза составляет около 40 км. По данным на 2017 год, в населённом пункте проживало 103 человека. Есть волостная администрация, библиотека и почта.

## История
В XIX веке в селе была построена усадьба.
В советское время населённый пункт был центром Залесского сельсовета Лудзенского района. В селе располагалась центральная усадьба совхоза «Зилупе».